# Carmageddon (серия игр)
Carmageddon — серия компьютерных игр в жанрах аркадных гонок и гонок на выживание. В серию входят 4 игры, первая из которых вышла в 1997 году, а последняя — Carmageddon: Max Damage — в 2016 году.

## Состав
| Название                         | Разработчик     | Год  | Платформы выхода                                          |
| -------------------------------- | --------------- | ---- | --------------------------------------------------------- |
| Carmageddon                      | Stainless Games | 1997 | Windows, PlayStation, Mac OS, iOS, Android                |
| Carmageddon II: Carpocalypse Now | Stainless Games | 1998 | Windows, PlayStation, Nintendo 64, Mac OS, Game Boy Color |
| Carmageddon TDR2000              | Torus Games     | 2000 | Windows                                                   |
| Carmageddon: Reincarnation       | Stainless Games | 2015 | Windows, PlayStation 4, Xbox One                          |

## История
Первая игра в серии была выпущена в 1997 году. Годом позже последовал выход продолжения под названием Carmageddon II: Carpocalypse Now. Обе игры были разработаны компанией Stainless Games. В 2000 году была выпущена Carmageddon TDR2000, которая была разработана Torus Games. В 2011 году Stainless Games выкупила у прежнего владельца, Square Enix, права на серию и приступила к разработке новой игры. Carmageddon: Reincarnation была выпущена в раннем доступе Steam в 2014 году, а полноценный релиз состоялся в 2015 году. В 2016 году данная игра была выпущена на консолях PlayStation 4 и Xbox One с подзаголовком Max Damage и под ним же стала распространяться и на ПК. В 2018 году компания THQ Nordic выкупила у Stainless Games все права на серию Carmageddon.